# Gyöngyössolymos, Heves
Gyöngyössolymos  este un sat în districtul Gyöngyös, județul Heves, Ungaria, având o populație de 2.988 de locuitori (2011). 

## Demografie
Componența etnică a satului Gyöngyössolymos
     Maghiari (97,83%)
     Necunoscut (0,52%)
     Alții (1,66%)
Componența confesională a satului Gyöngyössolymos
     Romano-catolici (56,33%)
     Fără religie (12,52%)
     Reformați (3,45%)
     Atei (1,2%)
     Necunoscută (25,84%)
     Alte religii (1,61%)
Conform recensământului din 2011, satul Gyöngyössolymos avea 2.988 de locuitori. Din punct de vedere etnic, majoritatea locuitorilor (97,83%) erau maghiari. Apartenența etnică nu este cunoscută în cazul a 0,52% din locuitori.  Din punct de vedere confesional, majoritatea locuitorilor (56,33%) erau romano-catolici, existând și minorități de persoane fără religie (12,52%), reformați (3,45%) și atei (1,2%). Pentru 25,84% din locuitori nu este cunoscută apartenența confesională.